# Coelomomyces
Coelomomyces — рід грибів родини Coelomomycetaceae. Назва вперше опублікована 1921 року.

## Будова
Облігаторні гриби-паразити, що паразитують на комахах. Як облігатні паразити, ці гриби дуже вимогливі до своїх харчових потреб, і в результаті жоден вид Coelomomyces не культивується in vitro. Мають складний життєвий цикл, що включає чергування статевих (гаметофітних) та безстатевих (спорофітних) поколінь.

## Практичне використання
Coelomomyces — найбільший рід комах-паразитичних грибів. Він живе у всьому світі на численних видах комарів, багато з яких є переносниками небезпечних захворювань, таких як малярія та філіяріоз. Деякі з видів епізоотично поширюються в деяких районах в Африці, вбиваючи понад 95 % популяції личинок Anopheles gambiae. Таким чином їх можна використовувати як біологічні засоби контролю.

## Класифікація
До роду Coelomomyces відносять понад 80 видів, згідно з базою MycoBank до роду відносять 66 офіційно визнаних видів:
- Coelomomyces africanus
- Coelomomyces africanus
- Coelomomyces angolensis
- Coelomomyces arcellaneus
- Coelomomyces arsenjevii
- Coelomomyces azerbaijanicus
- Coelomomyces bisymmetricus
- Coelomomyces bisymmetricus
- Coelomomyces borealis
- Coelomomyces canadensis
- Coelomomyces carolinianus
- Coelomomyces celatus
- Coelomomyces chironomi
- Coelomomyces ciferrii
- Coelomomyces couchii
- Coelomomyces cribrosus
- Coelomomyces cribrosus
- Coelomomyces dentialatus
- Coelomomyces dodgei
- Coelomomyces dodgei
- Coelomomyces dubitskii
- Coelomomyces elegans
- Coelomomyces fasciatus
- Coelomomyces iliensis
- Coelomomyces indicus
- Coelomomyces iyengarii
- Coelomomyces lacunosus
- Coelomomyces lairdii
- Coelomomyces lativittatus
- Coelomomyces lativittatus
- Coelomomyces madagascaricus
- Coelomomyces milkoi
- Coelomomyces musprattii
- Coelomomyces neotropicus
- Coelomomyces notonectae
- Coelomomyces omorii
- Coelomomyces opifexi
- Coelomomyces orbicularis
- Coelomomyces orbiculostriatus
- Coelomomyces pentangulatus
- Coelomomyces pentangulatus
- Coelomomyces ponticulus
- Coelomomyces psorophorae
- Coelomomyces psorophorae
- Coelomomyces punctatus
- Coelomomyces punctatus
- Coelomomyces raffaelei
- Coelomomyces reticulatus
- Coelomomyces rugosus
- Coelomomyces sculptosporus
- Coelomomyces sculptosporus
- Coelomomyces seriostriatus
- Coelomomyces stegomyiae
- Coelomomyces sulcatus
- Coelomomyces tasmaniensis
- Coelomomyces tasmaniensis
- Coelomomyces thailandensis
- Coelomomyces triangulatus
- Coelomomyces tuberculatus
- Coelomomyces tuzetiae
- Coelomomyces uranotaeniae
- Coelomomyces uranotaeniae
- Coelomomyces utahensis
- Coelomomyces walkeri
- Coelomomyces walkeri
- Coelomomyces walkeri